# Río Turbio (ort)
Río Turbio är en ort i Argentina.   Den ligger i provinsen Santa Cruz, i den södra delen av landet, 2 200 km sydväst om huvudstaden Buenos Aires. Río Turbio ligger 324 meter över havet och antalet invånare är 6 650.
Terrängen runt Río Turbio är lite kuperad. Río Turbio är det största samhället i trakten.
Trakten runt Río Turbio består i huvudsak av gräsmarker. Runt Río Turbio är det mycket glesbefolkat, med 3 invånare per kvadratkilometer.